# Niedźwiedziówka włodarka

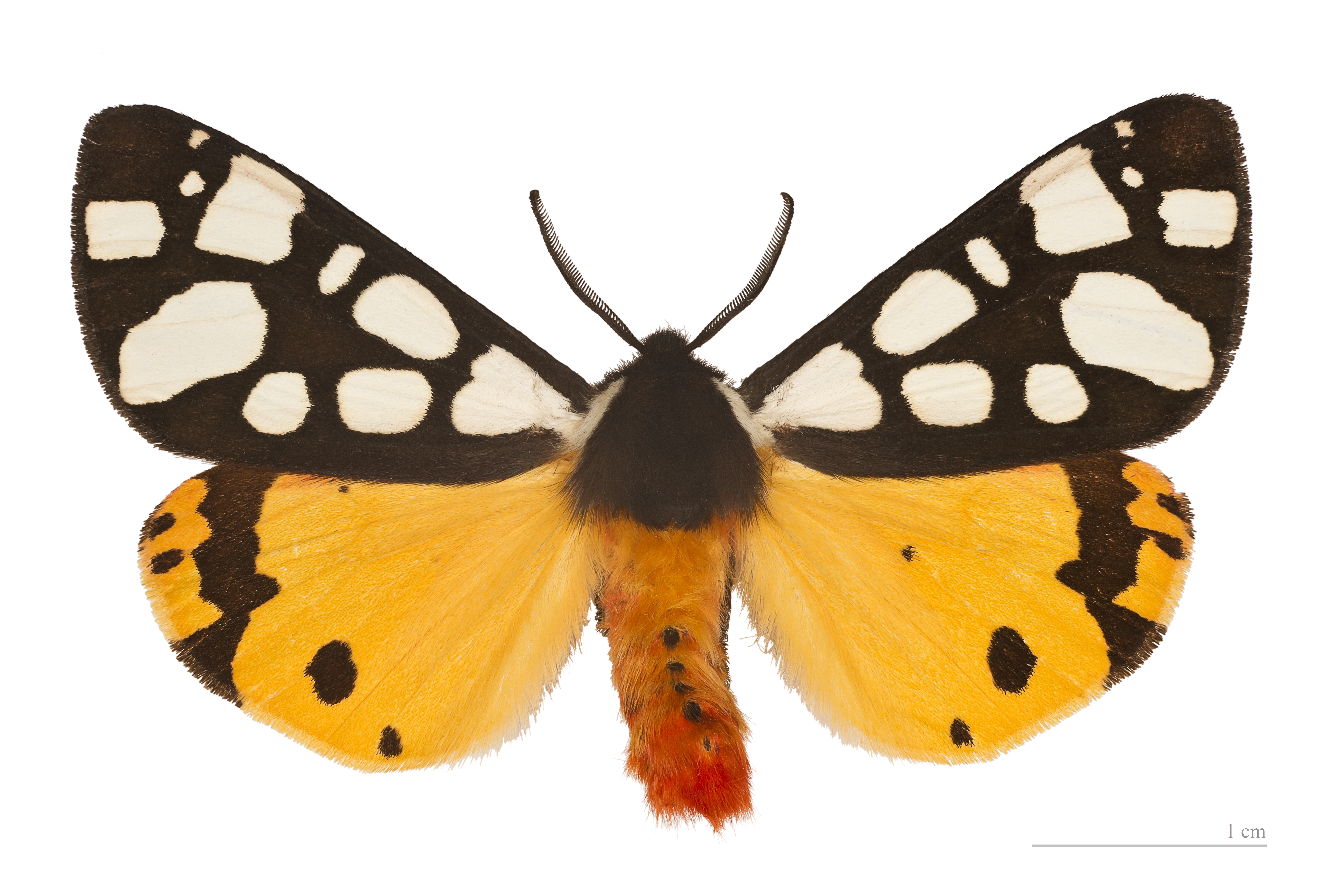
Niedźwiedziówka włodarka

Niedźwiedziówka włodarka, włodarka chorągiewka (Arctia villica) – gatunek motyla z rodziny mrocznicowatych (Erebidae) i podrodziny niedźwiedziówkowatych.
Długość przedniego skrzydła od 28 do 32 mm. Przednie skrzydła czarne z białym deseniem, tylne pomarańczowo-żółte z czarnymi plamami. Gąsienice żywią się roślinami zielonymi takimi jak jasnota, krwawnik, mniszek, a także malina właściwa. Owady dorosłe występują w czerwcu i lipcu. Zimują gąsienice.
Preferuje nasłonecznione, stepowe zbocza, lasostepy i miejskie ogrody.
Niedźwiedziówka włodarka występuje w całej Europie z wyjątkiem jej północnej części, w północnej Afryce, południowej Azji aż po Indie. W Polsce jest szeroko rozsiedlony (poza terenami górskimi), ale rzadko spotykany.